# Dynamo Kiev (basket-ball)
Pour le club de football, voir Dynamo Kiev.
Pour les articles homonymes, voir NPU.
Maillots
Le Dynamo-NPU Kiev est un club féminin ukrainien de basket-ball évoluant dans la ville de Kiev. Il s'agit d'une des sections du club omnisports du Dynamo Kiev.[citation nécessaire]

## Palmarès
- Vainqueur de la Coupe Ronchetti : 1988
- Finaliste de la Coupe d'Europe des clubs champions : 1992
- Champion d'URSS : 1949, 1991
- Champion d'Ukraine : 1992, 1993, 1994, 1995, 1996, 2012

## Entraîneurs successifs
- Depuis ? : -

## Joueuses célèbres ou marquantes
Ont jouer au club Natalya Klimova, Yelena Jirko, Marina Tkatchenko, Nicole Michael, Lucie Carlier.